# Bahnstrecke Hněvčeves–Smiřice
| Kursbuchstrecke (SŽ): | 046                  |                                                      |                                                      |
| Streckenlänge: | 11,625 km            |                                                      |                                                      |
| Spurweite: | 1435 mm (Normalspur) |                                                      |                                                      |
| Streckenklasse: | C2                   |                                                      |                                                      |
| Maximale Neigung: | 13 ‰                 |                                                      |                                                      |
| Streckengeschwindigkeit: | 60 km/h              |                                                      |                                                      |
| |                      |                                                      |                                                      |
| \| \| \| von Hradec Králové (vorm. BCB) \| \| \| \| -2,626 \| Sadová früher Sadova-Dohalic \| Sadová früher Sadova-Dohalic \| \| \| 0,164 \| Hněvčeves früher Hněvčoves \| Hněvčeves früher Hněvčoves \| \| \| \| nach Ostroměř (vorm. BCB) \| \| \| \| \| Bystřice \| \| \| \| 2,558 \| Hořiněves früher Hořinoves \| Hořiněves früher Hořinoves \| \| \| 5,635 \| Račice nad Trotinou früher Račic H. \| Račice nad Trotinou früher Račic H. \| \| \| 6,367 \| Račice nad Trotinou nákl. früher Račic a. d. Trotina \| Račice nad Trotinou nákl. früher Račic a. d. Trotina \| \| \| \| vlečka AČR \| \| \| \| 8,130 \| Sendražice früher Sendražic \| Sendražice früher Sendražic \| \| \| \| Trotina \| \| \| \| 10,574 \| Smiřice zastávka früher Smiřic (B.C.B.) \| Smiřice zastávka früher Smiřic (B.C.B.) \| \| \| \| von Pardubice (vorm. SNDVB) \| \| \| \| 11,789 \| Smiřice früher Smiřitz \| Smiřice früher Smiřitz \| \| \| \| nach Zawidów (vorm. SNDVB) \| \| \| \| \| \| \| \| Quellen: [1][2] \| \| \| \| |                      |                                                      |                                                      |
| Strecke |                      | von Hradec Králové (vorm. BCB)                       | von Hradec Králové (vorm. BCB)                       |
| Haltepunkt / Haltestelle | -2,626               | Sadová früher Sadova-Dohalic                         | Sadová früher Sadova-Dohalic                         |
| Bahnhof | 0,164                | Hněvčeves früher Hněvčoves                           | Hněvčeves früher Hněvčoves                           |
| Abzweig geradeaus und nach links |                      | nach Ostroměř (vorm. BCB)                            | nach Ostroměř (vorm. BCB)                            |
| Brücke über Wasserlauf |                      | Bystřice                                             | Bystřice                                             |
| Haltepunkt / Haltestelle | 2,558                | Hořiněves früher Hořinoves                           | Hořiněves früher Hořinoves                           |
| Haltepunkt / Haltestelle | 5,635                | Račice nad Trotinou früher Račic H.                  | Račice nad Trotinou früher Račic H.                  |
| Dienststation / Betriebs- oder Güterbahnhof | 6,367                | Račice nad Trotinou nákl. früher Račic a. d. Trotina | Račice nad Trotinou nákl. früher Račic a. d. Trotina |
| Abzweig geradeaus und nach rechts |                      | vlečka AČR                                           | vlečka AČR                                           |
| Haltepunkt / Haltestelle | 8,130                | Sendražice früher Sendražic                          | Sendražice früher Sendražic                          |
| Brücke über Wasserlauf |                      | Trotina                                              | Trotina                                              |
| ehemaliger Bahnhof | 10,574               | Smiřice zastávka früher Smiřic (B.C.B.)              | Smiřice zastávka früher Smiřic (B.C.B.)              |
| Abzweig geradeaus und von rechts |                      | von Pardubice (vorm. SNDVB)                          | von Pardubice (vorm. SNDVB)                          |
| Bahnhof | 11,789               | Smiřice früher Smiřitz                               | Smiřice früher Smiřitz                               |
| Strecke |                      | nach Zawidów (vorm. SNDVB)                           | nach Zawidów (vorm. SNDVB)                           |
| |                      |                                                      |                                                      |
| Quellen: |                      |                                                      |                                                      |

Die Bahnstrecke Hněvčeves–Smiřice ist eine regionale Eisenbahnverbindung in Tschechien, die ursprünglich durch die k.k. priv. Böhmischen Commercialbahnen (BCB) als Lokalbahn Sadowa–Smiřic errichtet und betrieben wurde. Sie zweigt in Hněvčeves von der Bahnstrecke Hradec Králové–Ostroměř ab und führt im Riesengebirgsvorland nach Smiřice, wo sie in die Bahnstrecke Pardubice–Zawidów einmündet.
Nach einem Erlass der tschechischen Regierung ist die Strecke seit dem 20. Dezember 1995 als regionale Bahn („regionální dráha“) klassifiziert.

## Geschichte
Die Konzession für die Lokalbahn Sadowa–Smiřic erhielten die Gründer der BCB, die Bauunternehmer Johann Muzika und Karl Schnabel am 9. Mai 1881 gemeinsam mit den Strecken Königgrätz–Wostroměř, Nimburg–Jičín, Kopidlno–Bakow, Křinec–Königstadtl, Nezvěstitz–Miröschau und Nusle–Modřan. Teil der Konzession war die Verpflichtung, die Strecken bis zum 1. September 1882 „zu vollenden und dem öffentlichen Verkehre zu übergeben“. Ausgestellt war die Konzession bis zum 8. Mai 1971.

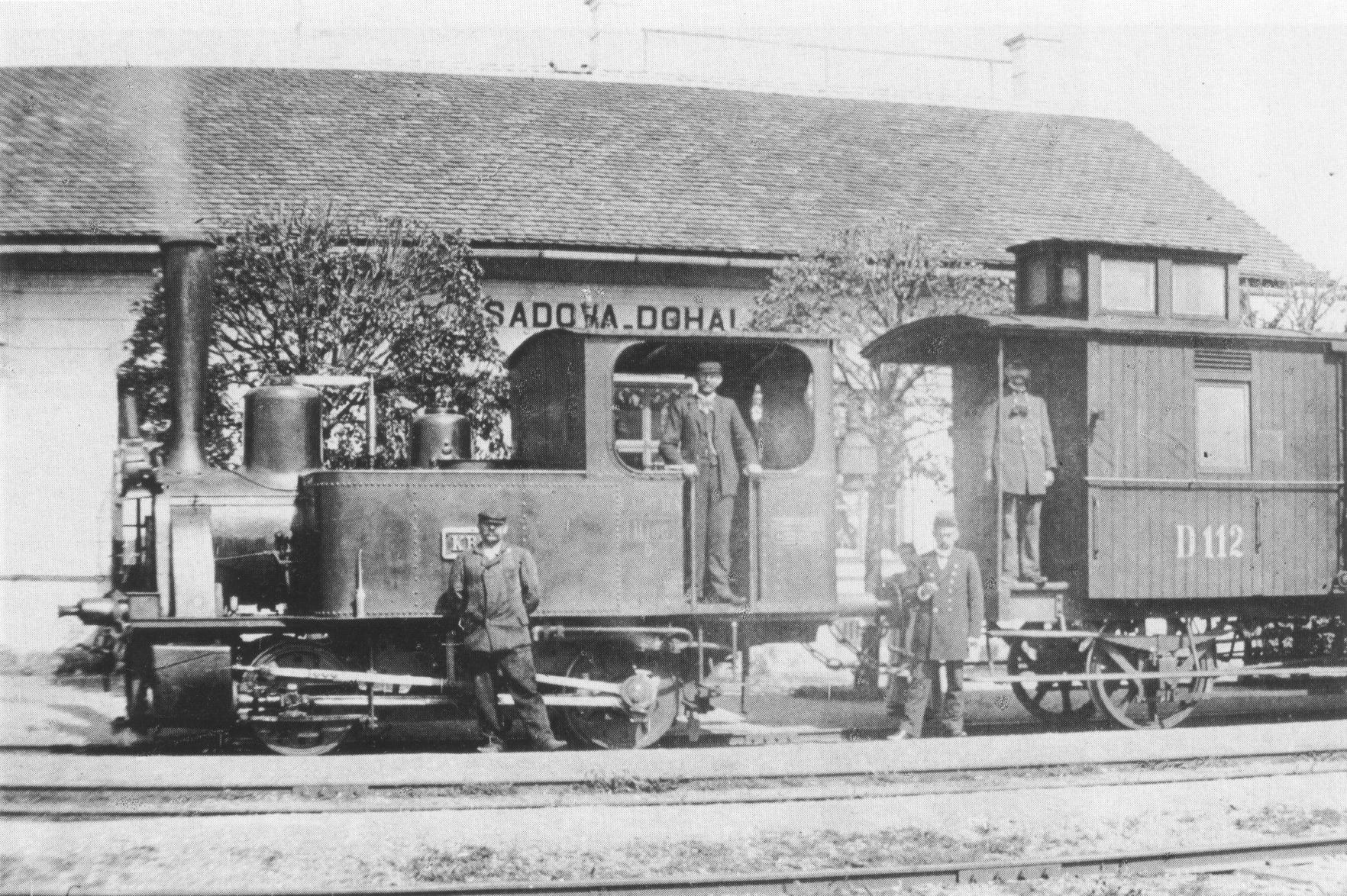
Zug der BCB mit der Lokomotive KRČ in Sadova-Dohalic (um 1900)

Die durch die ländlichen Gebiete südlich des Horschitzer Berglandes vom Tal der Bystřice zur Elbe führende Lokalbahn war vorrangig als Rübenbahn zum Transport der Feldfrüchte zur heute nicht mehr bestehenden Zuckerfabrik in Smiřice konzipiert. Am 19. März 1882 wurde sie in Betrieb genommen.
Nach der Verstaatlichung der Böhmischen Commercialbahnen ging die Strecke am 1. Jänner 1908 an die k.k. Staatsbahnen (kkStB) über. Der Fahrplan von 1912 verzeichnete drei gemischte Zugpaare 2. und 3. Klasse von Sadova-Dohalic nach Smiřitz. Für die laut Fahrplan 15 Kilometer lange Strecke benötigten die Züge in beiden Richtungen 50 Minuten. Das entsprach einer Reisegeschwindigkeit von etwa 18 Kilometer in der Stunde.
Nach dem Ersten Weltkrieg traten an deren Stelle die neu gegründeten Tschechoslowakischen Staatsbahnen ČSD. In den 1930er Jahren wurde der Fahrplan auf vier Zugpaare verdichtet. Dazu kam am Morgen ein weiteres Zugpaar zwischen Hořiněves und Smiřice, das nur an Schultagen verkehrte.
Während des Zweiten Weltkrieges lag die Strecke zur Gänze im Protektorat und wurde von den nunmehrigen Protektoratsbahnen Böhmen und Mähren (ČMD-BMB) betrieben. Im Jahr 1941 wurde die Strecke vom bisherigen Endpunkt Smiřice zastávka direkt in den Bahnhof Smiřice eingeführt.

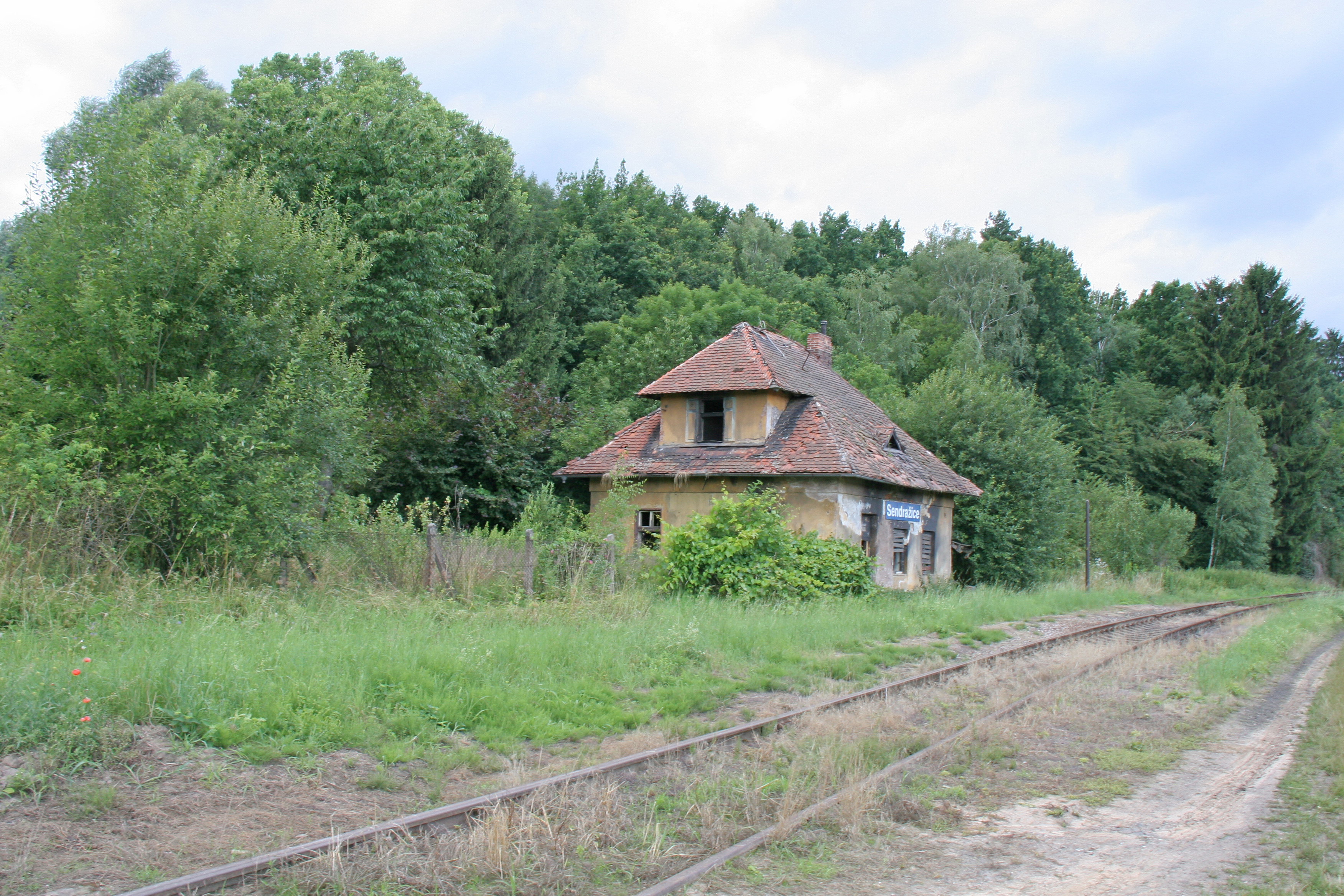
Haltestelle Sendražice (2014)

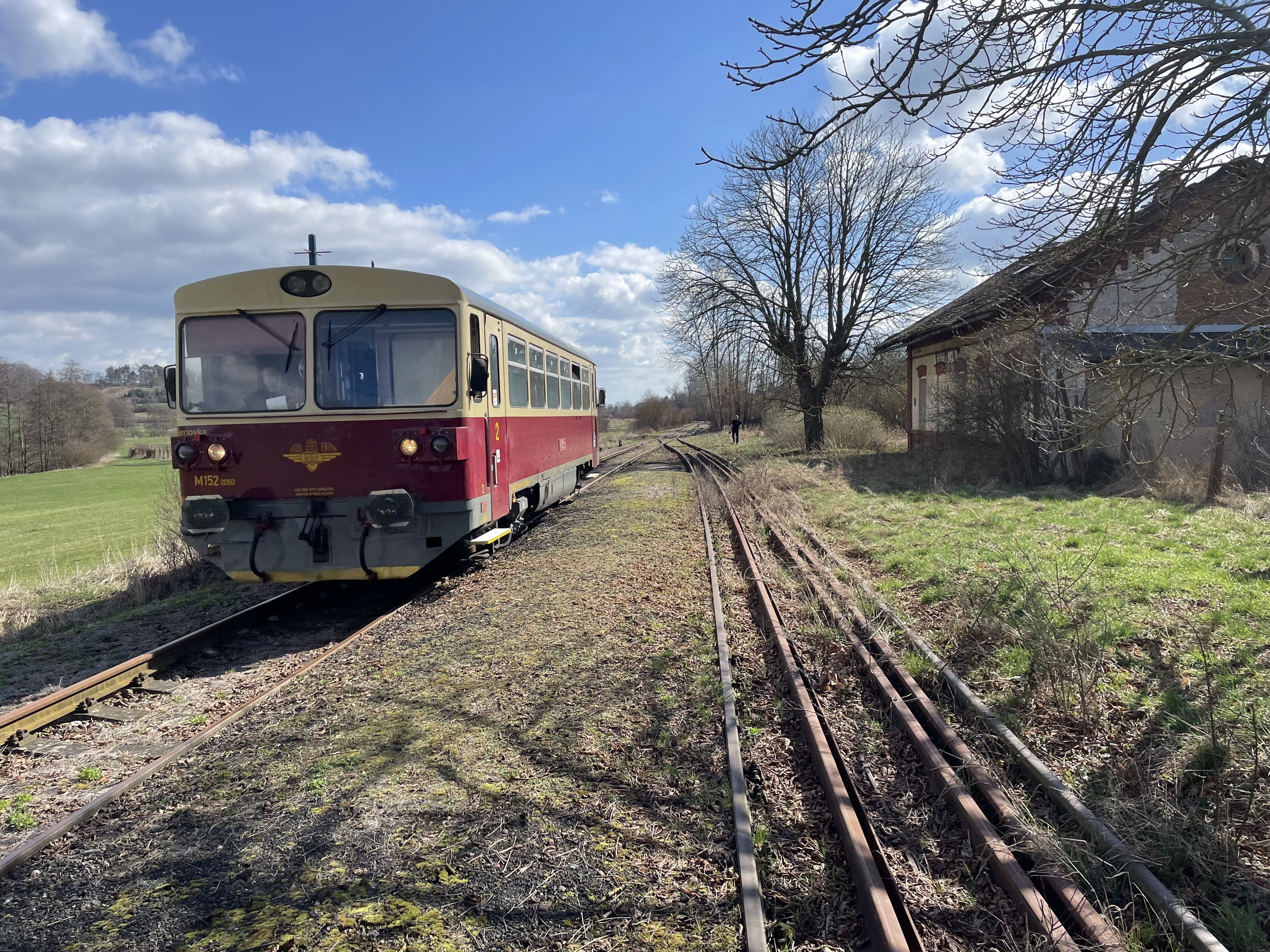
Bahnhof Račice nad Trotinou nákl. (2024)

Der Einsatz moderner Motorzüge ab 1949 ermöglichte schließlich eine weitere Verdichtung des Fahrplanes sowie eine signifikante Kürzung der Fahrzeiten auf etwa eine halbe Stunde. Der Fahrplan von 1975 verzeichnete werktags sechs sowie samstags und sonnstags fünf Reisezugpaare. Die kürzeste Fahrzeit zwischen Sadová und Smiřice betrug nur noch 25 Minuten.
Am 1. Januar 1993 ging die Strecke im Zuge der Auflösung der Tschechoslowakei an die neu gegründeten České dráhy (ČD) über. Seit 2003 gehört sie zum Netz des staatlichen Infrastrukturbetreibers Správa železniční dopravní cesty (SŽDC), heute: Správa železnic.
Am 12. Dezember 2004 wurde der planmäßige Reisezugverkehr auf der Strecke eingestellt. Der letzte Fahrplan verzeichnete nur noch von Montag bis Freitag vier Reisezugpaare. Aus heutiger Sicht kurios wirken die Angaben im Fahrplan, dass nach entsprechender Bekanntgabe auch eine Haltestelle Havranec am Standort der Tschechischen Armee (AČR) bei Račice nad Trotinou bedient werden würde. Für die geplanten Halte waren im Fahrplan sogar noch konkrete Zeiten eingetragen.
Die Strecke ist auch weiterhin Teil der Eisenbahninfrastruktur in der Tschechischen Republik. Gelegentlich verkehren im Sommerhalbjahr historische Personenzüge des Eisenbahnmuseums Jaroměř.

## Fahrzeugeinsatz
Zuletzt verkehrten ausschließlich die bewährten zweiachsigen Triebwagen der ČD-Baureihe 810.